# Kamenný rybník (Ledec)
Kamenný rybník o rozloze vodní plochy 0,77 ha se nalézá se nalézá v lese asi 300 m jižně od centra osady Ledec v okrese Pardubice. Rybník je využíván pro chov ryb a zároveň představuje lokální biocentrum pro rozmnožování obojživelníků. Rybník je součástí rybniční soustavy skládající se dále z rybníků Stružník, Rohlíček, Ledecký rybník, Zabloudil.

## Galerie

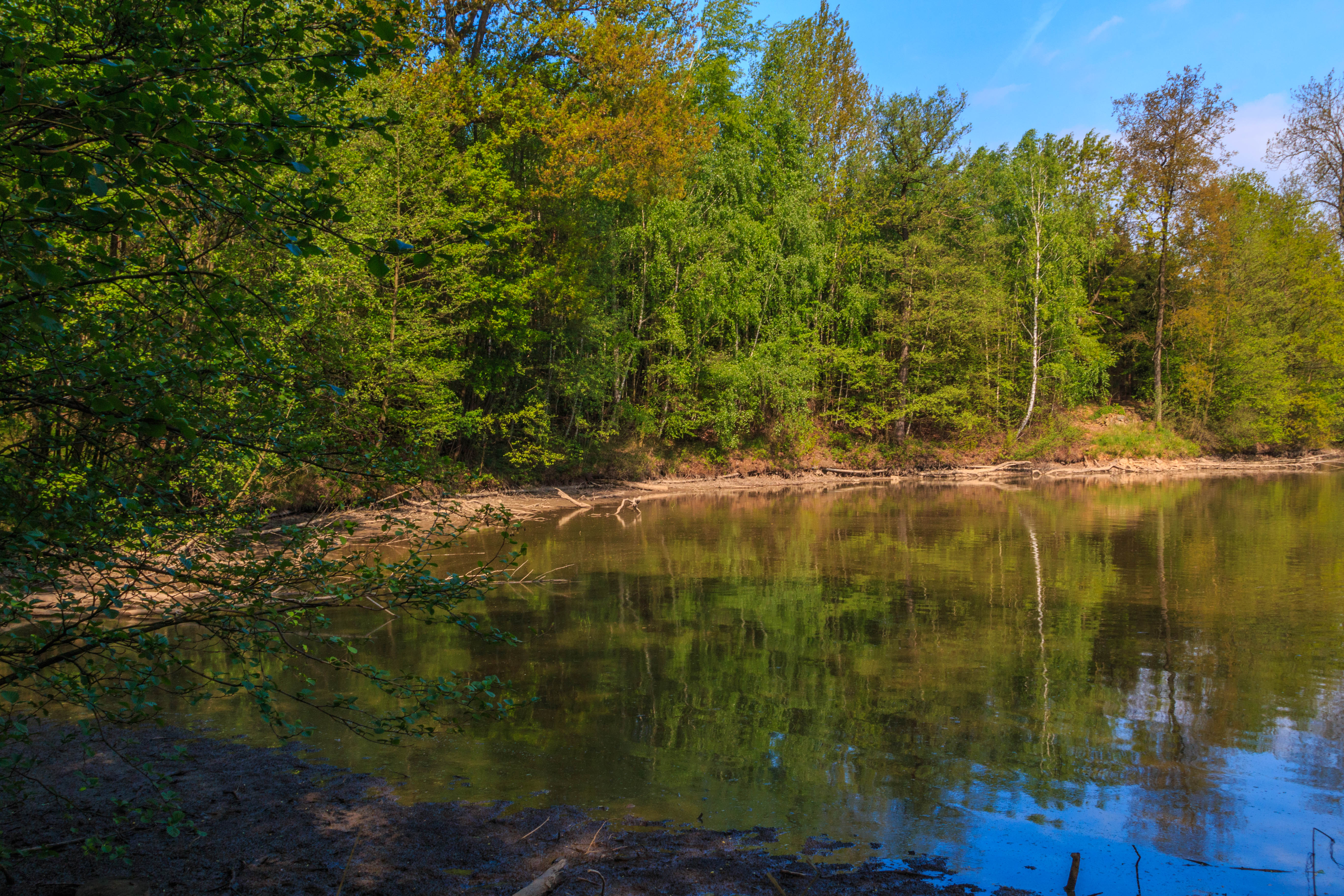
pohled na Kamenný rybník u osady Ledec
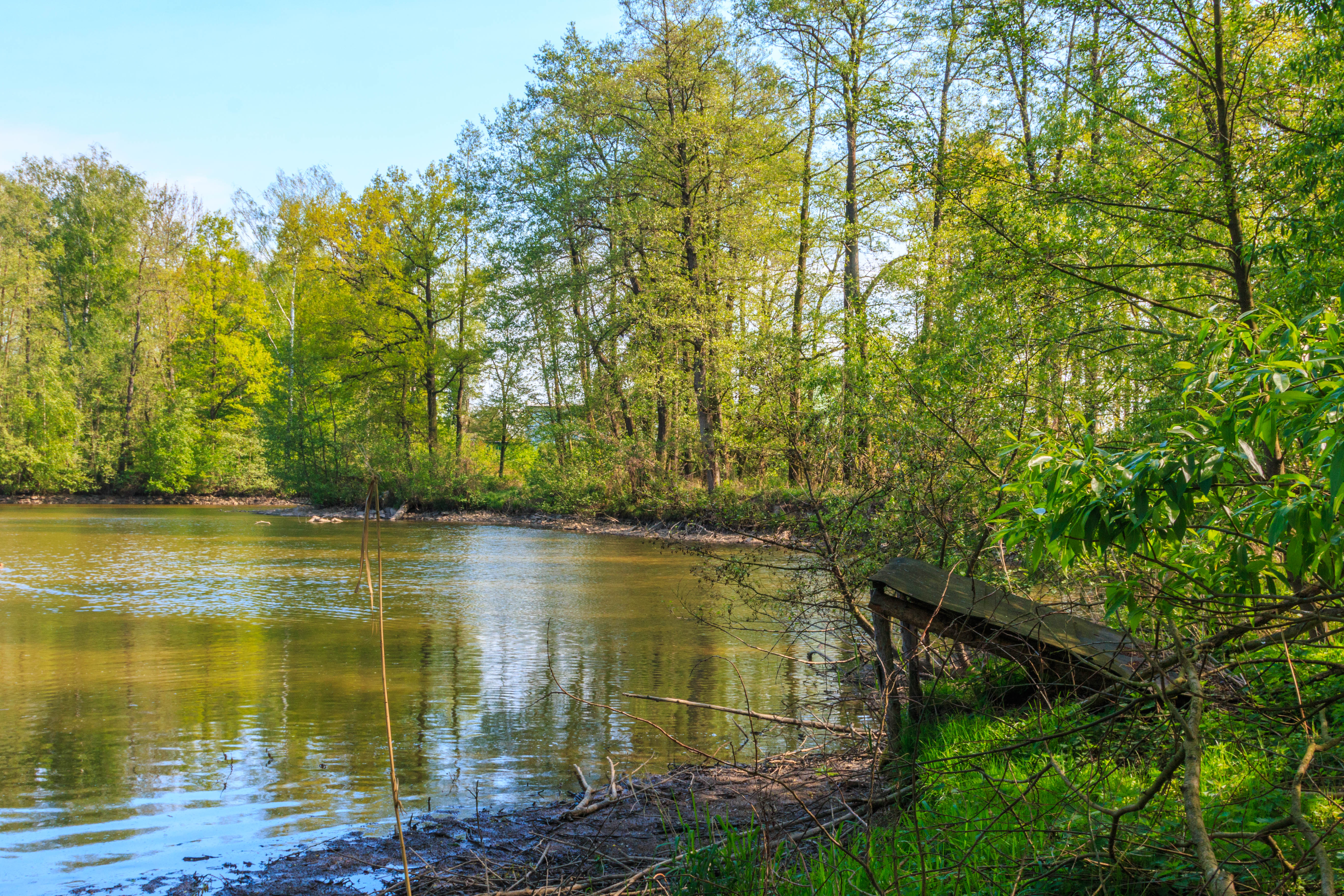
pohled na Kamenný rybník u osady Ledec
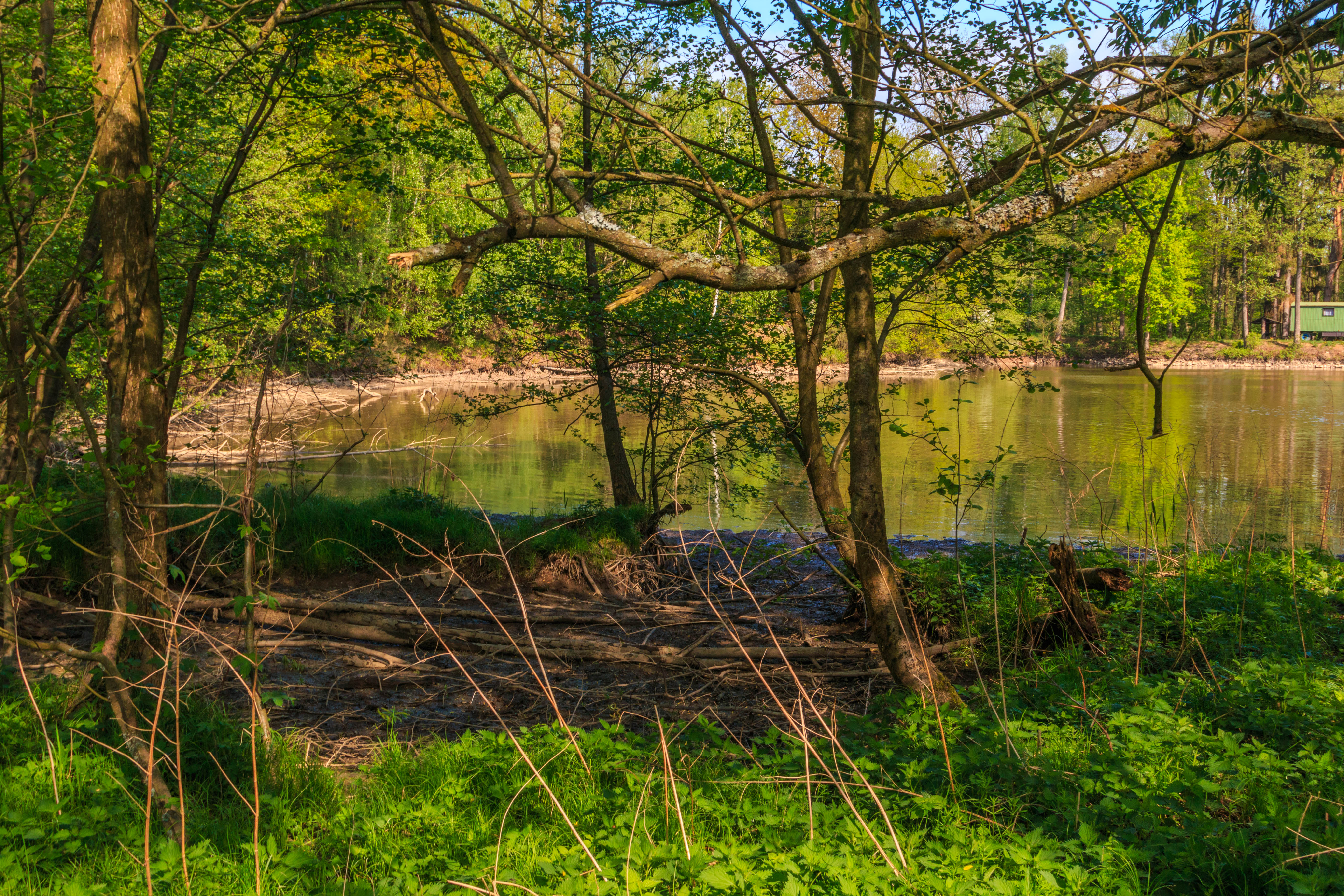
pohled na Kamenný rybník u osady Ledec